# Rivière Faguy
Rivière Faguy är ett vattendrag i Kanada.   Det ligger i provinsen Québec, i den sydöstra delen av landet, 400 km norr om huvudstaden Ottawa. Rivière Faguy ligger vid sjön Lac Levasseur.
I omgivningarna runt Rivière Faguy växer i huvudsak blandskog. Trakten runt Rivière Faguy är nära nog obefolkad, med mindre än två invånare per kvadratkilometer.